# E.N.G. (サッカー番組)
E.N.G.は、2008年から2011年までJ SPORTSが制作、放送していたイングランドサッカー情報番組である。正式タイトルは「E.N.G. ～English News Gathering～」（イングリッシュ・ニュース・ギャザリング）。イングランドの国名コードであるENGと放送用語のENG（Electronic News Gathering=電子ニュース取材システム）から名付けられた。

## 概要
2008年3月7日放送開始。初回放送はJ sports 2で金曜22:00 -22:30。オフシーズン（平年6月初旬から8月中旬の新年度開幕前）は放送を休止する。
番組の体裁としては、前週末に開催されたプレミアリーグの試合や最近のプレミアリーグをめぐる人事など現地新聞・放送などのマスメディアが伝えた寸評を基に、MCの西岡明彦らが更にそれを奥深く掘り下げて検証していく。
週末にFAカップの試合が組まれている場合、その見所などを紹介する。
2010/11シーズンをもって放送終了。2011/12シーズンは「デイリーサッカーニュースFoot!」に統合されている。

### コーナー
- Magic Number
- CULT HEROES

のうちどちらか一方が放送される。イングランド本国ではプレミアリーグ中継のハーフタイムに流されているものである。
- Small Town Stadium

小さな街の小さなスタジアムを紹介するコーナー。2010-2011シーズン終了後の番組休止期間には、過去のこのコーナーを5分間のミニ番組として放送する。
2011-12年度からの「デイリーサッカーニュース・Foot!」では試合のハイライトは主に月・火曜日（他オランダ、ドイツ、ロシア、フランスといったJ SPORTSが取り上げる海外主要サッカーリーグ分も）、特集やインタビュー、マスコミが伝えたプレミア評の分析は水曜日（2012-13年は火曜日も）のシリーズで取り上げる。また「Small Town Stadium」は2011-12年から「Small Town FC」と改題をした上で、イングランドに限らず、ヨーロッパの小さな町のサッカークラブにもクローズアップして、水曜日に随時行っている。

## 出演者
- 西岡明彦（MC）
  - 西岡不在の際は野村明弘が代役を務める。
- 永田実（ナレーター）

以上2名とも「Foot!」（2011-12以後）も継続出演している（西岡-司会<2011-12=月-木曜、2012-13=月－水曜>、永田-ナレーター）